# 丹田
丹田（たんでん）は、内丹術で気を集めて煉ることにより霊薬の内丹を作り出すための体内の部位。下丹田は東洋医学における関元穴に相当し、へその下3寸（へそと恥骨稜の間を5寸とする骨度法による）に位置する。英語圏では、日本の禅僧によって坐禅瞑想が紹介された経緯から、下丹田を hara と呼ぶこともある。

## 概要
意味は気の田のこと。気から成る丹を耕す田。体を上下に走る経絡である衝脈の直線と腰回りを一周する帯脈が、下丹田の存在する臍の辺りで交叉して田に見えることから、これを丹田と称するとも言う。
内丹術では、気を材料として、下丹田を鼎炉とみなし意識と呼吸をふいごとして、丹を煉成する。尚、女性の場合は乳房の間の膻中穴を鼎炉とする。
丹田は、古くは『素問』遺篇本病論篇第七十三に「神游上丹田」、邊韶の書『老子銘』に「存想丹田」、張仲景の『金匱要略』にも「丹田」の語が見える。これらは後漢（3世紀前半）の書として伝来するが、文献学的には唐代以降に校訂されており、校訂前の資料にこの語が存在していたかは明確となっていない。
現在確認できる最古の資料では、4世紀の東晋の『抱朴子』「地真篇」や東晋の『鍼灸甲乙経』などに丹田の語を見ることが出来る。

## 三丹田説
伝統的に、上中下の「三丹田」説である。眉間奥の上丹田、胸の中央にある中丹田、ヘソ下3寸（骨度法）にある下丹田を指す。上丹田は神（しん）を蔵し、中丹田は気を蔵し、下丹田は精を蔵す、とされている。「上丹田、蔵神之府、中丹田、蔵気之府。下丹田、蔵精之府」。狭義には精と気と神は区別されるが、広義には全て同じ「気」である。精・気・神は、「三宝」とも呼ばれて「性命之根本」であり、性はこころ、命はからだの意味で、「心身の根本」の意味である。解剖学的には該当臓器などはないが、心身医学の領域では、自律神経の働きと免疫機構の関係が注目されて、太陽神経叢が丹田に相当すると考えられている。
丹田の概念を、インドのヨーガのチャクラとの類似からその模倣とする考えがあるが、丹田は中国医学の構造と繋がりが深く、中国医学思想史研究ではインドの身体論とのかなりの相違から、その考えは認められていない。近代まで歴史という概念の存在しなかったインドと、中国との間における文献学的な身体論の交流史は今後の研究課題とされている。
上丹田
上丹田は、泥丸、天谷、内院、印堂などの別名がある。
中丹田
中丹田は、絳宮、黄堂、土府、膻中とも呼称される。
下丹田
下丹田は、鼎、臍下丹田（せいかたんでん）、気海丹田（きかいたんでん）、神炉とも呼ぶことがある。それ以外にも、丹田には多くの名前が付されている。単に「丹田」と言う場合は、「下丹田」を指すことが多い。
丹田の中でも、特に「下丹田」は五臓の中心に位置し、五臓は人体の生命活動と密接に関係しているので、実際には最も重視されて正丹田とも呼ばれる。日本の禅や武道、芸道などにおいても丹田、特に「下丹田」を重視している。別名を、腹、肚、と書いて、はら　と呼び、身心一如の境地に至るための大切なポイントとなっている。

## その他の丹田説
その他に正中線上にある頭頂の一点を「頂丹田」、正中線上にある会陰にある一点を「底丹田」と呼び丹田とする説も存在する。